# Ljubav za ljubav – Live
Ljubav za ljubav – Live dvostruki je kompilacijski album hrvatske pop pjevačice Nine Badrić, kojeg 2005. godine objavljuje diskografska kuća Aquarius Records.
Materijal na albumu sastoji se od solističkog koncerta kojeg je Nina održala 14. veljače 2005. godine (na dan Valentinovo), u Domu sportova, Zagreb. Produkciju je radio Ante Gelo, a posebno za ovaj koncert zajedno s Darkom Juranovićem, poznate Ninine uspješnice nanovo su obradili. Ovo Ninino uživo izdanje sadrži 23 skladbe koje su obilježile čitavu njezinu glazbenu karijeru do tada, a izvedene su i njezine velike uspješnice poput; "Takvi kao ti", "I'm so excited", "Ako kažeš da me ne voliš", "Nek ti bude kao meni", "Za dobre i loše dane", "Trebam te", "Ti ne znaš kako je", "Još i sad", "Ja za ljubav neću moliti" i "Čarobno jutro". Nina je također imala odlične glazbenike u svojoj pratnji, pa su tako između ostalih nastupili i Hrvoje Rupčić na udaraljkama, Davor Križić na trubi, Fani Bandur na električnoj violini, Arsen Erkeš tenor saksofon, Marin Frketin trombon, Zlatan Došlić klavijature, Antonio Geček truba i kao posebni gost nastupio je Dino Merlin, koji je zajedno s Ninom izveo skladbu "Ti si mene".
Ninin koncert također je bio i humanitarnog karaktera, koji je podržao UNICEF-ovu akciju "Svako dijete treba obitelj", za zbrinjavanja napuštene djece.

## Izdanje
Materijal izlazi na dvostrukom CD-u, u službenoj i posebnoj verziji (limited edition), te na dvije kazete, od kojih se na prvoj (MC1), nalaze skladbe s prvog diska, dok druga (MC2), sadrži skladbe s drugog CD izdanja. Također 12. siječnja 2006. godine objavljen je i DVD kojeg je najavio singl i video spot "Takvi kao ti" (koncertna verzija).

## Popis pjesama
| 1. "Takvi kao ti" - Glazba, tekst – Nina Badrić 2. "Ja za ljubav neću moliti" - Tekst – Fayo, Nina Badrić - Glazba – Ilan Kabiljo 3. "I'm So Excited" - Aranžer – Boytronic, Trevor Lawrence - Glazba, tekst – Anita Pointer, June Pointer, Ruth Pointer 4. "Još i sad" - Tekst – Ante Pecotić, Miroslav Rus - Glazba – Ilan Kabiljo 5. "Ako kažeš da me ne voliš" - Tekst – Nina Badrić - Glazba – Darko Juranović D'Knock 6. "Ostavljam ti sve" - Tekst – Nina Badrić - Glazba – Darko Juranović D'Knock 7. "Sreću duguješ meni" - Tekst, glazba – Nina Badrić - Glazba – Darko Juranović D'Knock 8. "Slobodna" - Tekst – Nina Badrić - Glazba – Miroslav Lesić 9. "Neka te voli" - Tekst, Glazba – Nina Badrić - Glazba – Predrag Martinjak 10. "Nije mi svejedno" - Tekst – Alka Vuica, Nina Badrić - Glazba, tekst – Boytronic 11. "Ti si mene" - Vokal (duet) – Dino Merlin - Tekst – A. Šaković - Glazba – D. Dervihalidović 12. "Ti ne znaš kako je" - Glazba, tekst – Nina Badrić | 1. "Nek ti bude kao meni" - Glazba, tekst – Nina Badrić 2. "Moja ljubav" - Glazba, tekst – Nina Badrić 3. "Ne Daj mi da odem" - Glazba, tekst – Ante Pecotić 4. "Trebam Te" - Tekst – Fayo, Nina Badrić - Glazba – Boytronic 5. "Ako odeš ti" - Tekst – Ante Pecotić, Fayo, Nina Badrić - Glazba, tekst – Boytronic 6. "Za dobre i loše dane" - Glazba, tekst – Nina Badrić 7. "Na kraj svijeta" - Glazba, tekst – Ante Pecotić 8. "Poljubi Me" - Glazba, tekst – Aleksandra Kovač, Ante Pecotić 9. "Vječita ljubav" - Tekst – Spomenka Kovač - Glazba – Aleksandra Kovač 10. "Kosa" - Glazba, tekst – Ante Pecotić 11. "Čarobno jutro" - Tekst – Sandra Sagena - Glazba – Daniel Troha, Nina Badrić |

### DVD
- DVD sadrži isti materijal kao i dvostruko CD izdanje.

## Izvođači
- Miroslav Lesić – Gitara
- Darija Hodnik, Ivana Čabraja – Prateći vokali
- Goran Kovačić, Zlatan Došlić – Klavijature
- Robert Vrbančić – Bas gitara
- Dalibor Marinković – Bubnjevi
- Boris Popov, Hrvoje Rupčić – Udaraljke
- Arsen Ere – Tenor saksofon
- Antonio Geček, Davor Križić – Rog
- Marin Frketin – Trombon
- Fani Bandur – Električna violina

### Produkcija
- Producent, aranžer, programer, akustična gitara – Ante Gelo
- Izvršni producent – Boris Horvat, Lidija Samardžija
- Programer – Darko Juranović
- Dizajn – Dubravka Zglavnik Horvat
- Miks – Miro Lesić
- Fotografija – Walter Sirotić